# Javier López Vallejo
Javier López Vallejo (Pamplona, 22 de septiembre de 1975) es un exfutbolista español, que ocupaba la posición de cancerbero.
Formado en la cantera del CA Osasuna, llegó a interesar a grandes equipos cómo el AC Milan con muy poca edad. Decidió permanecer en el equipo navarro para salir al Villarreal Club de Fútbol en la temporada 2000-01. Tras un par de años buenos en el equipo levantino pasa a un segundo plano en los siguientes. Cedido en el Recreativo de Huelva en la temporada 2006-07, tiene una magnífica participación, siendo clave para que su equipo aspirara a lograr un puesto de clasificación europea.
El día 31 de julio de 2007 tras rescindir el contrato que le unía con Villareal ficha por el Real Zaragoza por dos temporadas.
La primera temporada en el Real Zaragoza fue decepcionante, ya que apenas jugó y el equipo bajó a segunda división. En la que volvió a ser titular durante el primer tramo de la liga logrando el ascenso con el equipo maño. Al finalizar la temporada se le ofreció la renovación a la baja. Finalmente López Vallejo renovó por una temporada más con el equipo maño.
En diciembre de 2009 el Comité de Competición de la Real Federación Española de Fútbol le abrió un expediente disciplinario, después que una investigación de la UEFA le señalara como uno de los presuntos implicados en una trama de apuestas ilegales y amaño de partidos de la liga española. El jugador negó públicamente cualquier implicación. Ese mismo mes se desvincularía del Real Zaragoza y ficharía por el Levadiakos FC de la Super Liga de Grecia.
En agosto de 2010, ficha por el AO Kavala un equipo que lucha por los puestos UEFA en la liga griega, debutando oficialmente con ellos en la segunda jornada ante el Panathinaikos FC actual campeón de la competición helena. El resultado final fue un meritorio 2-2, con una buena actuación del guardameta español.
El 15 de febrero de 2012, López Vallejo anuncia su retirada del fútbol profesional y lo hace en las instalaciones del Club Atlético Osasuna de Tajonar, donde comenzó su andadura, y tras diecinueve años.

## Clubes
| Club              | Categoría            | Año       | Partidos | Goles |
| ----------------- | -------------------- | --------- | -------- | ----- |
| Osasuna B         | Segunda División B   | 1992/1993 | S/D      | S/D   |
| CA Osasuna        | Primera División     | 1993/1994 | 1        | 0     |
| CA Osasuna        | Segunda División     | 1994/1995 | 2        | 1     |
| CA Osasuna        | Segunda División     | 1995/1996 | 33       | 34    |
| CA Osasuna        | Segunda División     | 1996/1997 | 33       | 36    |
| CA Osasuna        | Segunda División     | 1997/1998 | 40       | 40    |
| CA Osasuna        | Segunda División     | 1998/1999 | 41       | 46    |
| CA Osasuna        | Segunda División     | 1999/2000 | 42       | 46    |
| Villarreal CF     | Primera División     | 2000/2001 | 36       | 51    |
| Villarreal CF     | Primera División     | 2001/2002 | 38       | 55    |
| Villarreal CF     | Primera División     | 2002/2003 | 4        | 6     |
| Villarreal CF     | Primera División     | 2003/2004 | 0        | 0     |
| Villarreal CF     | Primera División     | 2004/2005 | 0        | 0     |
| Villarreal CF     | Primera División     | 2005/2006 | 0        | 0     |
| Recreativo Huelva | Primera División     | 2006/2007 | 30       | 37    |
| Real Zaragoza     | Primera División     | 2007/2008 | 2        | 4     |
| Real Zaragoza     | Segunda División     | 2008/2009 | 28       | 33    |
| Real Zaragoza     | Primera División     | 2009/2010 |          |       |
| Levadiakos FC     | Super Liga de Grecia | 2010      |          |       |
| AO Kavala         | Super Liga de Grecia | 2009/2010 |          |       |

### Palmarés
| Título         | Club             | País                                      | Año  |
| -------------- | ---------------- | ----------------------------------------- | ---- |
| Copa Intertoto | Villarreal C. F. | Heerenveen (P. Bajos) Villarreal (España) | 2003 |
| Copa Intertoto | Villarreal C. F. | Madrid (España) Villarreal (España)       | 2004 |